# Beperkt drielichamenprobleem
Het beperkt drielichamenprobleem, een onderwerp gesitueerd in de hemelmechanica, is een vereenvoudiging van het algemeen drielichamenprobleem dat beschrijft hoe drie massa's in drie dimensies bewegen onder invloed van hun onderlinge gravitatie. Bij het beperkt probleem geldt een drietal beperkingen maar heeft niettemin heel wat toepassingen als eerste benadering van reële situaties in de sterrenkunde, en is ook om didactische redenen interessant.

## De drie beperkingen
Infinitesimaal kleine derde massaEr wordt verondersteld dat de derde massa verwaarloosbaar klein is tegenover de twee andere. Het gevolg hiervan is dat deze massa geen effect heeft op de beweging van de twee andere massa's. Deze worden de primaire en secondaire componenten genoemd, ook wel samen in het Engels, de primaries.
Gevolg : de twee zwaardere massa's kunnen worden behandeld als een gewoon tweelichamenprobleem, zoals beschreven door de wetten van Kepler.
Cirkelvormige banen voor de primaire en secundaire massa'sHoewel de wetten van Kepler in het algemeen ellipsbanen toelaten worden hier voor de primaries cirkelbanen verondersteld.
Gevolg : De twee massa's hebben een constante onderlinge afstand, en hebben ook een constante baansnelheid. Ook hun respectievelijke afstanden tot het massamiddelpunt zijn constant.
De derde massa beweegt in het baanvlak van de primariesHoewel de derde massa in principe in drie dimensies zou kunnen bewegen wordt verondersteld dat de beweging in het baanvlak van de primaries plaats grijpt.
Gevolg : Het volledige model speelt zich af in twee dimensies in plaats van drie. Dit maakt het model wiskundig gezien eenvoudiger.

## Coördinatenstelsel

### Roterende assen
Gezien de twee primaire massa's op gelijke afstand van elkaar blijven, en in hun baan met een constante snelheid bewegen is het mogelijk het assenkruis met deze twee massa's mee te laten bewegen. Het grote voordeel hiervan is dat de twee primaries nu constante coördinaten hebben, en dat dus enkel de baan van de derde massa moet bepaald worden. In de bewegingsvergelijkingen van de derde massa zullen dan wel naast de normale twee gravitatietermen extra termen voorkomen die de pseudokrachten bevatten die ontstaan ten gevolge van het draaiend assenkruis.

### Dimensieloze beschrijving
Om de toepassingen te veralgemenen worden nieuwe eenheden van afstand, massa en tijd gebruikt. Als nieuwe eenheid van afstand wordt de onderlinge afstand van de primaries genomen, waardoor hun onderlinge afstand nu 1 is. Als nieuwe eenheid van massa neemt men de totale massa van de twee primaries. Als nieuwe tijdeenheid neemt men 1/{\displaystyle \omega }, waar {\displaystyle \omega } de hoeksnelheid van de twee primaries is. Het gevolg is dat het beperkt drielichamenprobleem slechts één vrije parameter bevat, de massaparameter {\displaystyle \mu }:
{\displaystyle \mu \,=\,{\frac {m_{2}}{m_{1}\,+\,m_{2}}}}
met als gevolg eenvoudige coördinaten en massa's voor de twee primaries :
|         | Eerst massa                      | Tweede massa                           |
| ------- | -------------------------------- | -------------------------------------- |
| positie | {\displaystyle (\,\mu \,,\,0\,)} | {\displaystyle (\,\mu \,-\,1\,,\,0\,)} |
| massa   | {\displaystyle 1\,-\,\mu }       | {\displaystyle \mu }                   |

De massaparameter {\displaystyle \mu } ligt tussen 0 en 0,5, deze laatste waarde indien beide primaire massa's gelijke massa hebben, het zogenaamde Kopenhagenprobleem.

## Bewegingsvergelijkingen
In het meebewegend assenstelsel heeft enkel de derde massa niet-constante coördinaten (x,y). De bewegingsvergelijkingen in de nieuwe eenheden zijn:
{\displaystyle x''\,=\,-\,(1-\mu )\,{\frac {x-\mu }{R_{1}^{3}}}\,-\,\mu \,{\frac {x+1-\mu }{R_{2}^{3}}}\,+\,x\,+\,2y'}
{\displaystyle y''\,=\,-\,(1-\mu )\,{\frac {y}{R_{1}^{3}}}\,-\,\mu \,{\frac {y}{R_{2}^{3}}}\,+\,y\,-\,2x'}
waarbij:
{\displaystyle R_{1}\,=\,{\sqrt {(x-\mu )^{2}\,+\,y^{2}}}}
{\displaystyle R_{2}\,=\,{\sqrt {(x+1-\mu )^{2}\,+\,y^{2}}}}
Deze twee tweede-orde differentiaalvergelijkingen dienen numeriek te worden opgelost. Daarom worden ze best omgezet in vier eerste-orde differentiaalvergelijkingen, zodat ze in een geschikte vorm staan om te worden opgelost. Men neemt dus de snelheidscomponenten in de x- en de y-richting als volwaardige variabelen mee:
{\displaystyle x'\,=\,u}
{\displaystyle y'\,=\,v}
{\displaystyle u'\,=\,-\,(1-\mu )\,{\frac {x-\mu }{R_{1}^{3}}}\,-\,\mu \,{\frac {x+1-\mu }{R_{2}^{3}}}\,+\,x\,+\,2v}
{\displaystyle v'\,=\,-\,(1-\mu )\,{\frac {y}{R_{1}^{3}}}\,-\,\mu \,{\frac {y}{R_{2}^{3}}}\,+\,y\,-\,2u}
Tijdstappen in de orde van 0,01 volstaan voor de meeste toepassingen.

## Potentiaalveld
Het potentiaalveld in het roterend genormaliseerd assenkruis wordt gegeven door:
{\displaystyle -\,V(x,y)\,=\,{\frac {x-\mu }{\sqrt {(x-\mu )^{2}+y^{2}}}}\,+\,{\frac {\mu }{\sqrt {(x+1-\mu )^{2}+y^{2}}}}\,+\,{\frac {x^{2}+y^{2}}{2}}}
Deze uitdrukking bevat de twee termen ten gevolge van de gravitatie en daarbij een bijkomende term ten gevolge van de rotatie van het assenstelsel. Het veld stijgt naar oneindig in de buurt van de twee primaries, en ook op grote afstand.
In dit veld liggen vijf speciale punten, de Lagrangepunten. De punten L1, L2 en L3 liggen op de as bepaald door de twee primaries, L4 en L5 vormen telkens met de twee primaries een gelijkzijdige driehoek. De drie eerste punten zijn zadelpunten van −V(x,y): lokale minima in de x-richting maar maxima in de y-richting. L4 en L5 zijn lokale minima van −V(x,y).

## Stabiele banen voor de derde massa
Stabiele banen zijn enkel mogelijk indien de derde massa op zeer korte afstand (afstand << 1) beweegt rond een van de primaries, of op zeer grote afstand rond beiden. Daarnaast zijn ook stabiele periodieke banen mogelijk rond L4 en L5, maar enkel indien de massaparameter {\displaystyle \mu } kleiner is dan de kritische waarde:
{\displaystyle \mu _{crit}\,=\,0{,}0385208965...}
Dit betekent dat de eerste primaire massa zo'n 25 keer zwaarder moet zijn dan de tweede.

## Toepassingen
In het zonnestelsel kunnen een aantal gevallen worden beschouwd waar het beperkt drielichamenprobleem ten minste een kwalitatieve oplossing kan leveren. Voorbeelden zijn:

### Aarde - maan - testmassa
De veronderstelling van cirkelvormige banen is een idealisering van de realiteit gezien de excentriciteit van de maanbaan die 0,0549 bedraagt. De massaparameter van het aard-maansysteem bedraagt 0,01215. Dit is lager dan de kritische waarde zodat stabiele banen zouden mogelijk zijn rond de twee Lagrangepunten L4 en L5.

### Zon - Jupiter - planetoïde: de Trojanen
De massaparameter bedraagt 0,00095388, de excentriciteit van de baan van Jupiter 0,0489. Stabiele banen rond L4 en L5 zijn theoretisch mogelijk en worden ook effectief waargenomen. De punten L4 en L5 vormen gelijkzijdige driehoeken met de zon en Jupiter en bevinden zich in de praktijk in de baan van Jupiter, namelijk 60° voor en 60° achter de plaats waar Jupiter zich bevindt. Ze bewegen dus mee rond de zon, steeds op deze hoeken voor en achter Jupiter. Rondom beide punten werden duizenden planetoïden waargenomen die rond deze punten langgerekt maar stabiele banen beschrijven. Dit zijn de zogenaamde Trojanen.